# Oliver Rosskopf
Oliver Fritz Rosskopf (né en 1981 à Vienne) est un acteur autrichien.

## Biographie
Il grandit à Prottes en Basse-Autriche. À 15 ans, Rosskopf, qui joue au football dans l'enfance, se voit offrir la possibilité de fréquenter l'académie de football de Hollabrunn. Cependant, il choisit l'institut pédagogique pour l'éducation de la maternelle (BBKIP) à Mistelbach, où il complète une formation d'enseignant de maternelle. À 18 ans, il joue le rôle principal dans Jedermann au Weikendorfer Sommerspiele, festival de théâtre amateur. Cela le convainc de devenir un acteur professionnel.
De 2000 à 2004, il étudie le théâtre au conservatoire de Graz. Durant sa formation, il joue au théâtre du Palais de Graz, au Grazer Orpheum, au festival d'été de Rosenburg et au Schauspielhaus Graz. De 2004 à 2006, il est membre permanent de l'ensemble du Schauspielhaus Graz après sa formation.
En 2006, il a des engagements au Künstlerhaus de Vienne et au Theater am Saumarkt. De 2007 à 2012, il est membre permanent de l'ensemble du Landestheater Niederösterreich à Sankt Pölten.
Durant la saison 2012/13, il est invité au Vorarlberger Landestheater dans L'Importance d'être Constant. Il joue le jeune Gwendolen Fairfax dans un rôle travesti ; son partenaire est Maximilian Laprell dans le rôle d'Algernon. Il a des engagements au Waldviertler Hoftheater en 2014 et au Théâtre du Globe de Vienne, où il devient membre permanent à partir d'octobre 2014.

## Filmographie
Cinéma
- 2003 : Un peu beaucoup (court-métrage)
- 2007 : Die toten Körper der Lebenden
- 2009 : Elefantenhaut (court-métrage)
- 2009 : Initiation
- 2010 : King Kongs Tränen
- 2013 : Die Werkstürmer (de)
- 2015 : Der letzte Sommer der Reichen
- 2015 : Ma folie
- 2016 : Agonie (de)
- 2017 : All the Tired Horses (court-métrage)

Télévision
- 2007 : Die Rosenheim-Cops (épisode Ein mörderischer Abgang)
- 2014 : Die Rosenheim-Cops (épisode Zu hoch zu Ross)
- 2016 : Die unglaubliche Tragödie von Richard III. (captation)
- 2016 : SOKO Donau (épisode Scheinheilig)
- 2016 : Lena Lorenz: Ein Fall von Liebe
- 2017 : Tatort: Schock
- 2017 : Lena Lorenz: Lebenstraum
- 2017 : Lena Lorenz: Geliehenes Glück
- 2017 : Lena Lorenz: Wunsch und Wirklichkeit
- 2017 : Romeo & Julia: Ohne Tod kein Happy End
- 2018 : Tatort: Die Faust
- 2018 : CopStories (épisode Arsch bleibt Arsch)